# Nyanturago
Nyanturago är en ort i distriktet Kisii i provinsen Nyanza i västra Kenya.
Löparen Jackline Maranga föddes i Nyanturago.